# Улица Дзервью (Рига)
Улица Дзе́рвью (латыш. Dzērvju iela — «Журавлиная») — улица в Латгальском предместье города Риги, в историческом районе Московский форштадт, в микрорайоне Краста. Пролегает в северо-восточном направлении, от улицы Латгалес до улицы Ритупес.
Общая длина улицы Дзервью составляет 377 метров. На всём протяжении асфальтирована, имеет две полосы, разрешено движение в обоих направлениях. Общественный транспорт по улице не курсирует.

## История
Улица Дзервью впервые упоминается в городских адресных книгах в 1868 году под названием Царская улица (нем. Kaiserstrasse, латыш. Ķeizara iela). Предположительно, такое название связано с тем, что именно в этих местах, на лугах напротив будущей Кузнецовской фабрики, в 1656 году при осаде Риги во время русско-шведской войны располагался лагерь русского войска под командованием царя Алексея Михайловича.
Однако в 1885 году громкое название признали неподходящим для небольшой улицы, и она была переименована в Журавлиную улицу (нем. Kranichstrasse, латыш. Dzērvju iela, ранее также Dzērves iela). После установления независимости Латвии (1918) латышский вариант названия стал основным; в последующем переименований не было.
К началу Второй мировой войны к улице относилось 7 земельных участков.

## Застройка
На улице преобладает многоэтажная жилая застройка, преимущественно по нечётной стороне.
- Почти всю чётную сторону улицы, от ул. Маскавас до ул. Салацас, до 1940 года занимал костеперерабатывающий и костесжигательный завод (ул. Маскавас, 227, ранее 225), перерабатывавший отходы рижских скотобоен, что часто являлось причиной невыносимого запаха[2]. Первоначально это была мельница, производившая костную муку, основанная латышским промышленником и общественным деятелем Рихардом Томсоном[латыш.] в 1870 году. В 1881 году Джордж Армитстед расширил производство, которое стало называться фабрикой. К началу 20 века на её территории насчитывалось не менее 13 зданий, включая жилые дома для директора и чиновников, 8 корпусов с квартирами для рабочих, конюшню и амбар. Главный производственный корпус фабрики располагался вдоль улицы Дзервью. После Второй мировой войны фабрика стала производить костный клей, а в начале 1960-х годов была переведена в Олайне[5].
- Дома № 6 и 8 — административный и производственный корпуса бывшей швейной фабрики «Латвия» (1958—1963)[6].
- В конце улицы сохранилось несколько жилых деревянных зданий начала XX века.

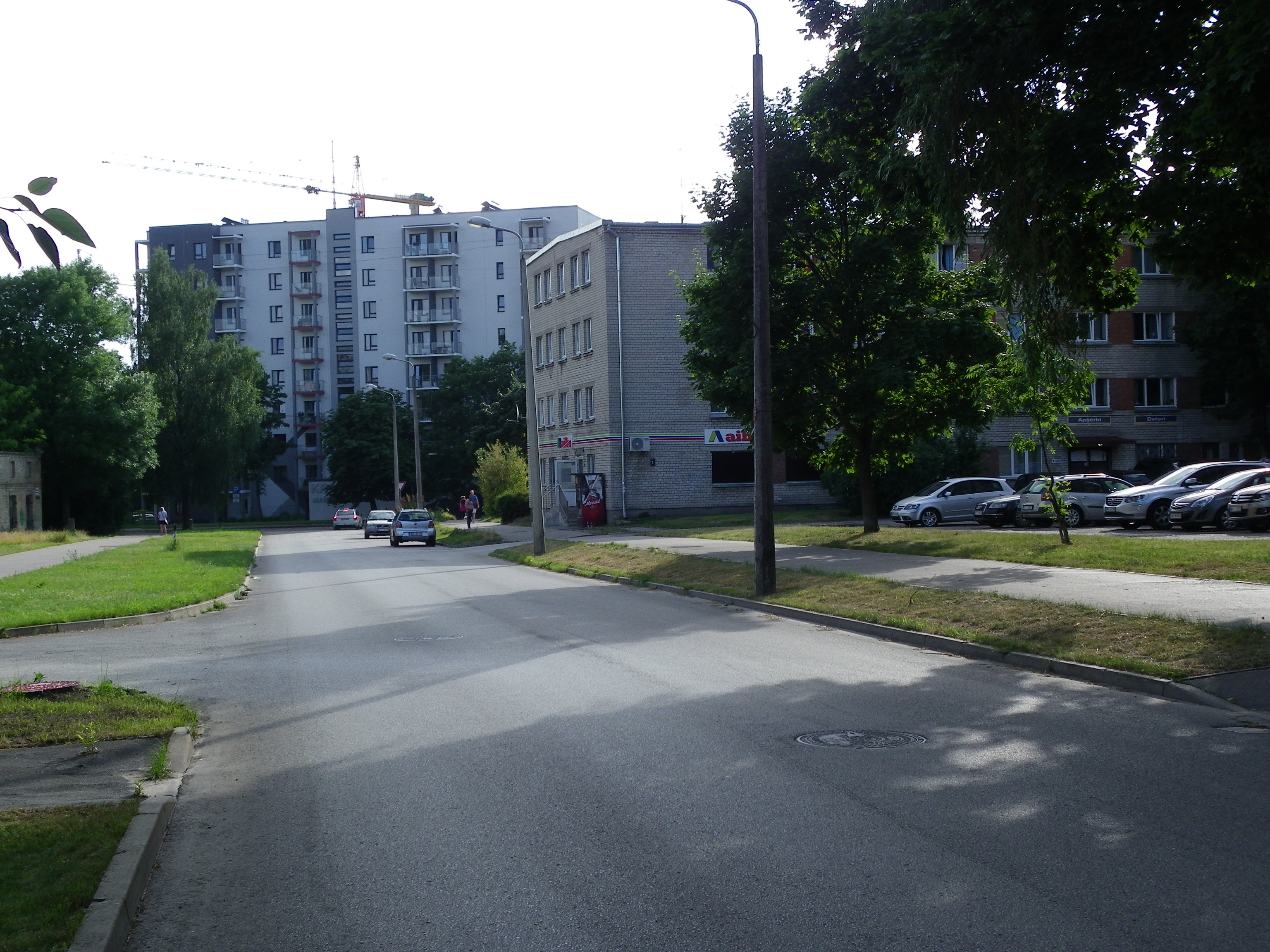
Начало улицы
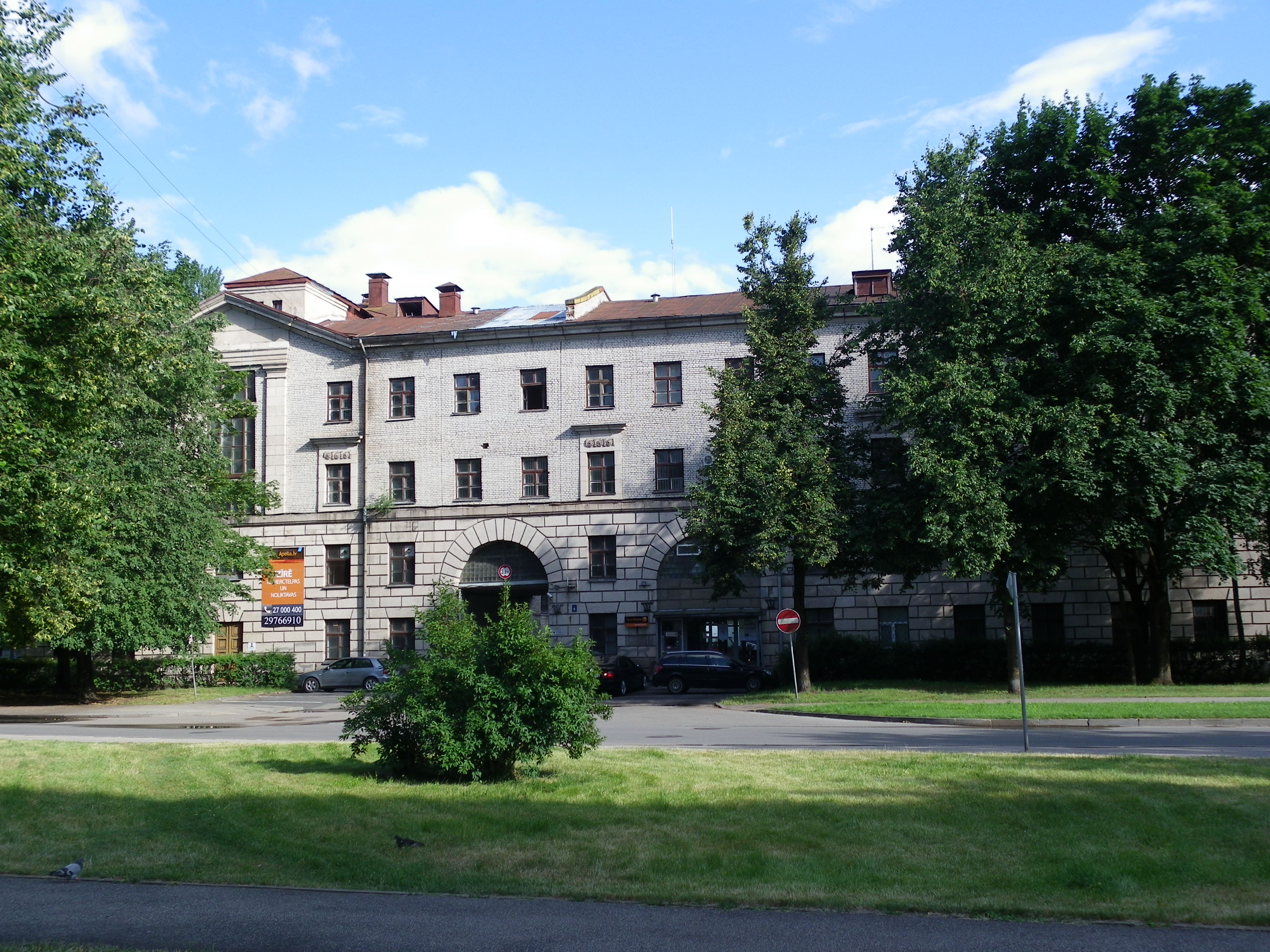
Дом № 6
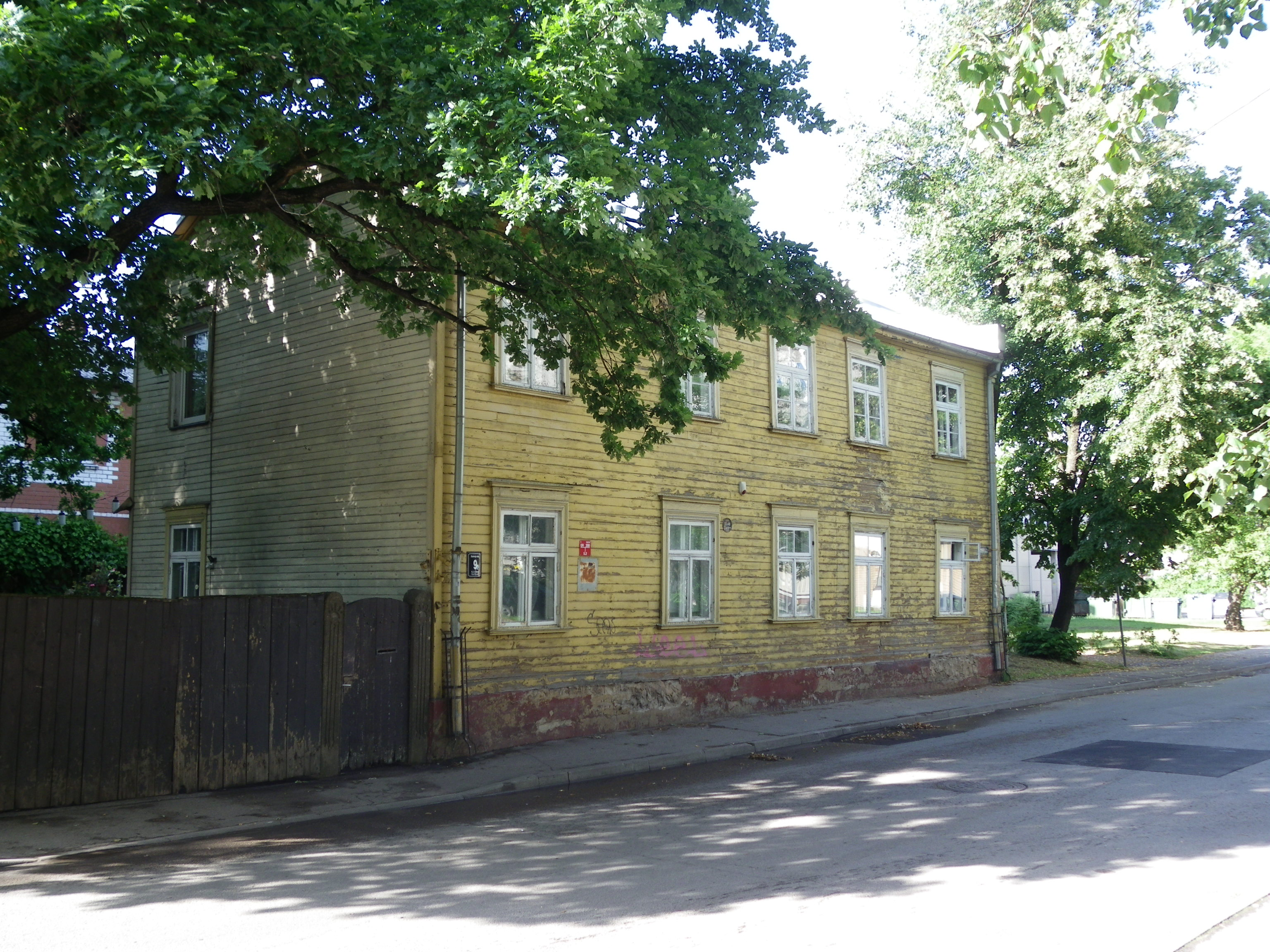
Дом № 9
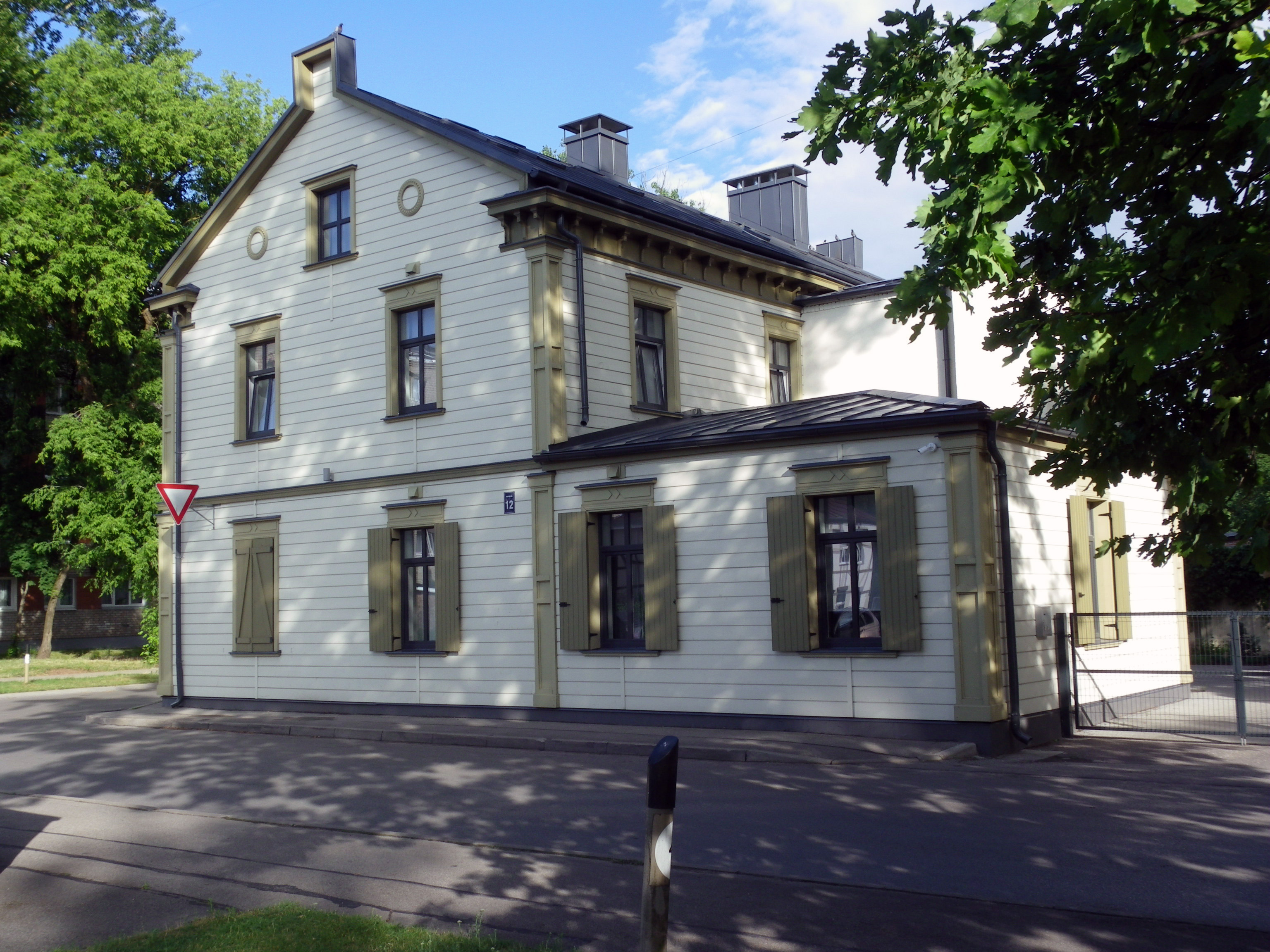
Дом № 12

## Прилегающие улицы
Улица Дзервью пересекается со следующими улицами:
- улица Латгалес
- улица Зилупес
- улица Салацас
- улица Ритупес